# わたしたちが火の中で失くしたもの
『わたしたちが火の中で失くしたもの』（わたしたちがひのなかでなくしたもの、西: Las cosas que perdimos en el fuego）は、2016年にAnagramaから出版されたアルゼンチンの作家マリアーナ・エンリケスの短編集。この短編集には、抑うつ、貧困、摂食障害、不平等および性暴力と言った、エンリケスが追求する社会問題を背景にしたホラージャンルの12編が収められている。
同書は批評面でも販売面でも成功を収め、15ヶ国語以上に翻訳されている。本作によって、エンリケスは現在のホラー文学界における最も重要なアルゼンチン人作家と見なされている。
本作のタイトルは、エンリケスがファンのアメリカのバンド、ロウのアルバム Things We Lost in the Fire からとられている。

## 収録作
本作の収録作は以下の通り：
- 汚い子 El chico sucio
- オステリア La hostería
- 酔いしれた歳月 Los años intoxicados
- アデーラの家 La casa de Adela
- パブリートは小さな釘を打った Pablito clavó un clavito: una evocación de petiso orejudo
- 蜘蛛の巣 Tela de araña
- 学年末 Fin de curso
- わたしたちにはぜんぜん肉がない Nada de carne sobre nosotras
- 隣の中庭 El patio del vecino
- 黒い水の下 Bajo el agua negra
- 緑 赤 オレンジ Verde rojo anaranjado
- わたしたちが火の中で失くしたもの Las cosas que perdimos en el fuego

エンリケスはこの短編集の由来となった物語をSF小説だと表現しており、数人の女性がパートナーによって焼き殺された後で、自ら焼身自殺を決意する女性たちの物語を描いている。彼女たちは美の規範を変えるために、そして男たちに誰も焼く相手を残さないために自分たちを焼く決意をする。エンリケスはこの物語の着想の一端を、焼身自殺を試みた数日後に夫に殺害されたワンダ・ワッディから得ている。

## 評価
作家のカルロス・パルドは、新聞 エル・パイス紙での自分のレビュー欄でエンリケスの文章を「凝縮され、冷たく示唆的で、言葉の力強さに支えられている」と評した。さらにパルドは、物語の中のさまざまなプロットと、悪化した空気を共有し、「誇り高きアルゼンチンの暗黒面」を特徴付ける空間を強調した。
クラリン紙の書評では、登場人物の構成と対話が特に賞賛に値し、さらに本作を「悪夢の地図」で「脅威と苦悩に満ちた、まるで人生が痕跡を残していないかのような作品」と評した。ラ・ナシオン紙のビオレタ・ゴロディシャーもまた、エンリケスの登場人物の心理描写と、ありふれたプロットに陥らない能録に注目している。
英語版も好評を博した。ジョン・セルフはガーディアン紙に本作を「暴力的で、不穏で、素晴らしい」と評し、ニューヨーク・タイムズ紙のジェニファー・サライはエンリケスのグロテスクな描写、ブラックユーモア、そして物語のプロットを通して悪を表現する能力を賞賛した。
2017年初頭に本書はバルセロナ市賞のスペイン語文学部門を受賞した。その決定において審査員は、本書が「メロドラマ的なペーソスを排し、ブラックで酸っぱいユーモアを盛り込んだ自然なスタイルを物語に融合させ、不穏な下層土で日常生活を蝕んでいる」と強調した。。本書はまた、アルゼンチン国立文学賞の「短編小説・ショートストーリー」部門で第3位を獲得した。